# Iron Butt Association
A Iron Butt Association (IBA) é uma organização baseada nos EUA dedicada a Viagens de longa duração em motocicleta. A associação conta com mais de 60.000 membros em todo o mundo, que se autodenominam como os "mais tenazes motociclistas do mundo". Um dos seus slogans mais populares é "O mundo é o nosso playground".
A IBA não tem sistema de filiação no sentido tradicional. Não existem encontros formais ou informes mensais. Não existem anuidades obrigatórias, apesar de que os membros podem, voluntariamente, pagar uma taxa anual para se tornar um membro premiere.  Membros Premiere recebem notícias e informações ocasionais da diretoria da IBA, notas antecipadas sobre alguns eventos, algum favorecimento adicional para participar de certos eventos, descontos em taxas de inscrição em alguns eventos, e acesso a áreas especiais nos fóruns de discussão da web.
A IBA é organização sem vínculos formais e existe uma única forma de conseguir filiação: realizar uma das muitas provas de longa duração que a IBA certifica. A menor é a Saddle Sore 1000/1600k (1000 milhas ou 1610 km) em 24 horas ou menos.  A única maneira de participar do Rali Iron Butt Rally é por sorteio feito entre membros do Iron Butt.  Aos colaboradores e apoiadores (bem como membros premiere acima mencionados) são garantidas chances extras no processo de sorteio.  Uma certa quantidade de novatos são retirados da votação que inclui voluntários, veteranos e membros premiere. Aqueles que não foram retirados são então colocados com os outros em outra aplicação e o restante dos entrantes são retirados da votação.

## História
O Iron Butt Rally ocorre nos Estados Unidos a cada dois anos. O primeiro Iron Butt aconteceu em 1984. De 1984 a 1987 o rali começava em Montgomeryville Cycle Center, próximo de en:Philadelphia, Pennsylvania. O Iron Butt não aconteceu até 1991 quando voltou sob organização da Iron Butt Association. Enquanto o formato básico do rali original permaneceu, duas importantes coisas mudaram: para assegurar a qualidade do evento, o rali é executado a cada dois anos, e os pontos de largada e chegada se alternam em diferentes localidades dentro dos Estados Unidos.
Começando em 1993, percursos menores foram organizados de forma a durar de um a muitos dias, enquanto o Iron Butt Rally é um evento grande, organizado com um trajeto previamente marcado, as outras provas são deixadas ao planejamento do próprio competidor para completá-las de acordo com sua conveniência. Alguns pilotos preferem completar um trajeto solo, enquanto alguns clubes tem coordenado provas em grupos com até 30 viajantes. Mas enquanto o rali é um evento monitorado, os motociclistas de outras modalidades devem monitorar a si mesmos. Um exemplo é a prova Saddle Sore 1000, trajeto de 1 000 milhas ou 1610 km, na qual o participante deve documentar o trajeto realizado, por meio da coleta de recibos de pedágio e notas fiscais de abastecimentos e outros serviços, nos quais deve existir o registro do horário, e da manutenção de um diário de bordo registrando a quilometragem e localização. Estes documentos são, então, enviados por correio, acompanhado de uma taxa à IBA, onde serão analisados. Um certificado é fornecido se os requisitos forem atingidos.
A Iron Butt Association também possui uma divisão no Reino Unido a Iron Butt UK, que promove seu próprio rali a cada ano chamado de Brit Butt Rally. Participantes de toda Europa, Noruega, Oriente Médio e Austrália entram. Existe também um mini rali de 12 horas chamado Brit Butt Light. A Iron Butt UK cresceu de 7 registrados em 2005 para mais de 350 que completaram Iron Butt dentro do Reino Unido durante 2009. A Iron Butt Uk também coordenou com a Royal British Legion Riders a organização de um tour de 24 horas e 1000 milhas com mais de 175 motociclistas tomando parte. O recorde anterior era 152, entretanto os ingleses foram superados por outra ronda americana que reuniu mais de 400 motociclistas.

## Eventos Sancionados Pela IBA
A IBA sugere várias viagens desafiadoras.  Ela é mais conhecida, talvez, pelo Iron Butt Rally, um evento organizado cuja participação se dá apenas por convite, através de um sistema de sorteio. Adicionalmente, a Iron Butt Association recebe o Saddle Sore 1000, o Bun Burner 1500, o Bun Burner Gold, o 50 cc Quest, o National Parks Tour Master Traveler Award, o cobiçado 10/10ths Challenge e o muito exclusivo 100K Club, nenhum destes são eventos organizados, mas sim empreendimentos particulares planejados e executados por viajantes individuais nas rotas e nos tempos por eles escolhidos.

### Iron Butt Rally
O Iron Butt Rally é um rali rodoviário competitivo em motocicleta que se desenvolve nos Estados Unidos.  Acontece nos anos ímpares, usualmente em agosto (verão no hemisfério norte).  O rali dura 11 dias, e os participantes frequentemente viajam acima de  11 000 milhas (18 000 km) nesse período.  Durante o rali, os estreantes ganham pontos por levar suas motos a várias locações "bônus" no  E.U.A. e Canadá.  Um bônus é uma tarefa ou destino valendo pontuação.  Para ganhar os pontos por bônus, o motociclista deve providenciar evidências fotografando objetos ou cenas, trocando um item em particular, ou por variadas outras formas especificadas pelos organizadores.
O rali é composto por um ou mais postos de controle, que podem estar localizados em qualquer lugar do Estados Unidos, e uma ou mais listas de bônus com locais, horários de disponibilidade (se limitado) e valores de pontos diferentes. Cada perna do rali tem sua própria lista de bônus, e somente os bônus para a perna atual são conhecidos do piloto e podem ser conquistados. Uma lista de bônus normalmente contém muito mais bônus do que podem ser ganhos no tempo previsto durante a perna. Isto introduz um elemento estratégico significativo para o rali, uma vez que cada piloto deve determinar para ele/ela mesmo quais bônus tentar, e que rota utilizar para alcançá-los, e quanto falta ainda para chegar ao próximo ponto de verificação antes de terminar o horário definido para o dia.
Para ser considerado um finalizador do evento, um piloto deve estar presente em cada um dos postos de controle dentro de uma janela de tempo específico, e deve ganhar um número mínimo de pontos de bônus durante o rali. Níveis de realização adicionais (ouro, prata, bronze) podem ser alcançados por ganhar mais do que os pontos mínimos exigidos.
Viagens temáticas são frequentemente utilizadas, como em 2011 quando foram visitados os estados e suas capitais (E.U.A.); em 2009 foram cenas de crime famosos; em 2007 foram as visitas a pontes e arcos (ou seja, Perce Rock na costa atlântica, St. Louis Arch, e Golden Gate Bridge na costa do Pacífico); e em 2005 foi visitar faróis.
Aos finalistas estreantes é atribuído um número de filiação de 3 dígitos para substituir o seu número atribuído anteriormente ... que muitas vezes são cinco dígitos de comprimento e acima de 1.000. A partir de 2013, pouco mais de 500 pessoas tinham terminado oficialmente o Iron Butt Rally.

### Documentários
Em 2007, um documentário de longa-metragem,  Hard Miles, foi produzido sobre o Iron Butt Rally daquele ano. O DVD narrou a saga de pilotos, organizadores, rotas, estratégia, controvérsias e uma miríade de outros detalhes. O vídeo de alta definição foi recebido como uma bem-vinda atualização para a pequena lista de mídias profissionais sobre o assunto. O material bônus inclui entrevistas com motociclistas e uma entrevista de 40 minutos com Mike Kneebone sobre a história da IBR e seus 25 anos de existência e é considerado de visualização obrigatória pela maioria dos concorrentes potenciais do IBR.
O rali de 2009 também foi registrado em filme num documentário em DVD chamado Hard Miles 2 tendo sido incluídos materiais adicionais e entrevistas fora dos pontos de controle (checkpoints).  Nenhum documentário foi feito em 2011.

### Viagens Comuns (SS1000, BB1500, BBG1500)
O Saddlesore e Bun-Burner ambos começaram na California pela California Motorcycle Touring Association (CMTA). Tanto o SaddleSore original e Bun-Burner foram provas de curso fixo, passeio em grupo. Logo vieram reivindicações de muitos pilotos que não poderiam fazer o percurso anual para a Califórnia, então Les Martin, a força motriz por trás da CMTA, ofereceu um trajeto que poderia ser concluído em qualquer lugar. Em 1993, Les, já aposentado, doou o Saddlesore 1000 e eventos Bun-Burner para o Iron Butt Association. Antes de 1993, a IBA não possuía a viagem 1000-em-24. No entanto, quando o CMTA parou de coordenar e certificar seus trajetos 1000-em-24 e 1500-em-36, o IBA concordou em patrocinar a sua própria versão do SaddleSore 1000 (1.000 milhas em 24 horas) e o Bun-Burner (1.500 milhas em 36 horas), e adicionou a mais extrema versão: a Bun-Burner Gold (1.500 milhas em 24 horas).
Existem as versões em quilômetros, mais apropriadas para os países do sistema métrico. São elas na categoria saddle sore: 1600K, 2000k, ambas devem ser terminadas em 24 horas e 2500k (gold), ou seja, 2500 km em 24 horas. Abaixo um resumo das certificações mais comuns com a distância e o tempo de finalização.
| Desafios Iron Butt | Desafios Iron Butt | Desafios Iron Butt                 |
| ------------------ | ------------------ | ---------------------------------- |
| Saddle Sore        | SS 1000            | 1000 milhas em até 24 horas        |
| Saddle Sore        | SS 1600K           | 1600 km em até 24 horas            |
| Saddle Sore        | SS 2000K           | 2000 km em até 24 horas            |
| Bun Burner         | BB 1500            | 1500 milhas em até 36 horas        |
| Bun Burner         | BBG 1500           | 1500 milhas em até 24 horas (gold) |
| Bun Burner         | BB 2500K           | 2500 km em até 36 horas            |
| Bun Burner         | BBG 2500K          | 2500 km em até 24 horas (gold)     |
| Bun Burner         | BBG 3000           | 3000 milhas em até 48 horas        |

### 50 cc Quest
Concebida pelo viajante Dave McQueeney, a 50 cc Quest tem o objetivo direto de cruzar os Estados Unidos de costa-a-costa em menos de 50 horas. Nos primeiros 10 anos após o desafio ter sido reconhecido, somente dez motociclistas foram capazes de completá-la.
Apesar da viagem ter sido projetada inicialmente para o trecho Nova Iorque a São Francisco de (2 910
-milha (4 700 km)), cc50 gold, a rota que se tornou mais popular é a viagem de 2 345
-milha (3 800 km) de en:Jacksonville, Florida para en:San Diego, California.
Outras provas do mesmo estilo existem no hemisfério sul: Austrália e América do Sul. Aqui na América do Sul existem duas modalidades: a 30 cc, ou seja, costa do atlântico até a costa do pacífico, passando por três países e em menos de 30 horas e 2.500 km; e a 50cc, quatro países em menos de 50 horas, entre os dois oceanos.

### 100CCC
Duas vezes 50cc Quest feita em ida e volta (costa a costa a costa) em 100 horas ou menos. Esta é considerada uma Extreme Ride.

### National Parks Tour Master Traveler
O objetivo do National Parks Tour da IBA é dedicar algum tempo para visitar os centenas de parques nacionais, locais históricos nacionais, áreas de recreação nacional e monumentos nacionais localizados no Estados Unidos e Canada.
O piloto deve adquirir o livro Passport to Your National Parks, em seguida, empreender visitas a pelo menos 50 desses locais ou parques listados no livro Passport em pelo menos 25 estados diferentes e províncias, dentro do período de um ano. Os tempos saída e chegada são a critérios do piloto, desde que as viagens sejam distribuídas dentro do prazo de um ano.

### Desafio 10/10
10 000 milhas (16 000 km) em 10 dias.

### O Clube 100K
O Clube 100K da Iron Butt Association é constituído de pilotos que rodaram mais do que 100 000 milhas (160 000 km) em um ano.

### RBLR 1000
A Iron Butt Association no Reino Unido e en:The Royal British Legion Riders Branch (RBLR) conjuntamente organizam o evento anual RBLR 1000. RBLR é uma filial de motociclistas da en:The Royal British Legion, uma organização de veteranos. Desde 2008, a RBLR 1000 levantou UK£33,000 (33 mil libras inglesas) para a Poppy Appeal.

### Mile Eater
Para aqueles que já realizaram várias provas, a IBA reconhece o esforço na forma de um certificado chamado Mile Eater. O primeiro certificado, chamado de básico, é para aqueles que já têm pelo menos duas certificações, em duas diferentes. Por exemplo, dois SS 1600K, ou um SS1600 e um BB 2500K. A seguir vem o Bronze, Prata, Ouro, Platina, etc. As exigências crescem com o valor do certificado. Por exemplo, para o certificado Bronze o piloto deve ter cinco certificações, duas das quais Gold (BBG).